# Bréhon Tower

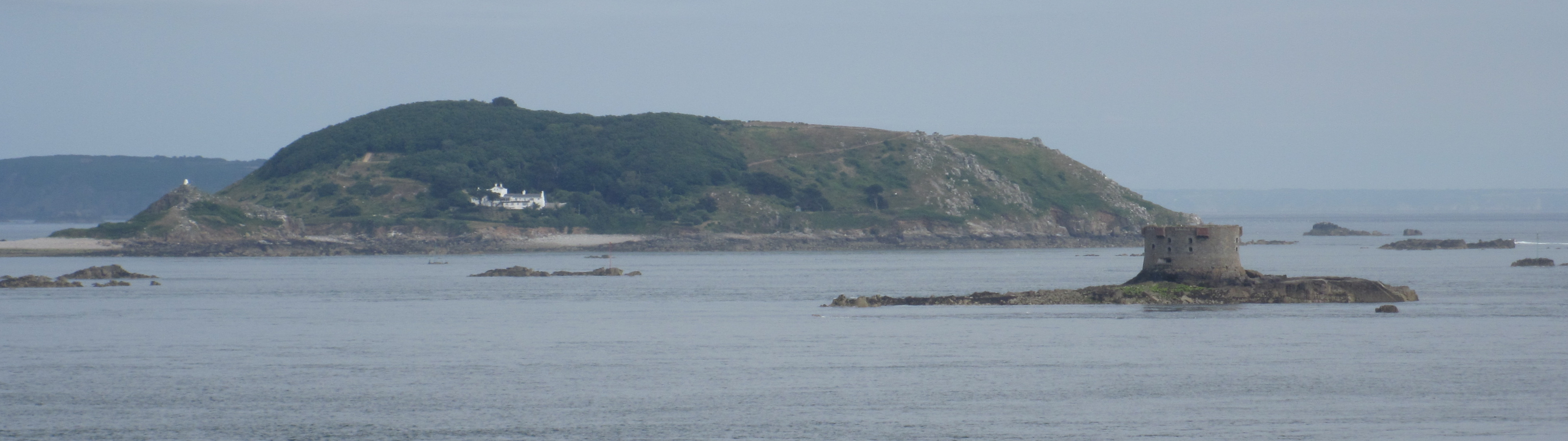
Der Bréhon Tower vor Jethou

Der Bréhon Tower (auch Fort Bréhon genannt) wurde 1857 von Thomas Charles de Putron (1806–1869) erbaut. Er liegt im Little Russell Channel auf der kleinen Felseninsel Bréhon Rock zwischen den Inseln Herm und Jethou, etwa 1,5 km nordöstlich von St. Peter Port auf der Kanalinsel Guernsey und ist nur mit dem Boot zu erreichen. Der ovale Turm aus Granit ist kein Martelloturm steht aber in der Entwicklungslinie der Martellotürme.
Im Jahre 1744 wurde zunächst ein Obelisk auf der Insel als Seezeichen errichtet. Die mangelnde Sichtbarkeit des Obelisken führte im Jahr 1824 zu seiner Ablösung durch einen etwa 40 hohen Turm von 34 m Umfang.
Während der Amtszeit von Sir John Doyle (1803–1813) als Gouverneur, gab es erste Pläne einen Wachturm zu errichten. Doyle war verantwortlich, für die Errichtung der Martellotürme Fort Grey, Fort Saumarez und Fort Hommet. William Francis Patrick Napier schlug in den 1840er Jahren eine Reihe Maßnahmen vor, u. a. die Errichtung eines Forts auf Bréhon Rock. Im Jahre 1850 erfolgte die Befestigung von Cherbourg. Als Antwort darauf wurden Türme und Festungen im Kanalbereich geschaffen. Im Jahr 1852 wurde der Bau des Bréhon Tower empfohlen. Die Arbeiten wurde im Jahre 1856 abgeschlossen.
Seine Aufgabe war die Fahrrinne zwischen Guernsey und Herm und den Hafen von St. Peter Port zu schützen. Die Festung misst etwa 26,3 × 20,1 m (an der breitesten Stelle) und der Turm ist etwa 34,0 Meter hoch.
Im Jahr 1914 übertrug das Kriegsamt das Eigentum am Brehontower an Guernsey. Während der deutschen Besetzung der Kanalinseln, legte das deutsche Militär eine Flakstellung auf den Turm. Die Insel ist Heimat einer Brutkolonie von Fluss-Seeschwalben.